# Hongluoshan Shuiku
Hongluoshan Shuiku (kinesiska: 虹螺山水库) är en reservoar i Kina. Den ligger i provinsen Liaoning, i den nordöstra delen av landet, omkring 240 kilometer sydväst om provinshuvudstaden Shenyang. Hongluoshan Shuiku ligger 113 meter över havet. Arean är 0,25 kvadratkilometer. Trakten runt Hongluoshan Shuiku består till största delen av jordbruksmark. Den sträcker sig 0,6 kilometer i nord-sydlig riktning, och 0,7 kilometer i öst-västlig riktning.
Genomsnittlig årsnederbörd är 723 millimeter. Den regnigaste månaden är juli, med i genomsnitt 177 mm nederbörd, och den torraste är februari, med 4 mm nederbörd.